# قنفذية سوداء داكنة
القنفذية السوداء الداكنة نوع نباتي يتبع جنس القنفذية من الفصيلة النجمية.

## البيئة والانتشار
تنتشر في ولايات تكساس وأوكلاهوما وأركنساس جنوب الولايات المتحدة.

## الوصف النباتي
نبات عشبي معمر.